# Elin Röös
Karin Elin Röös, född 1 februari 1973, är en svensk forskare med fokus på hållbara livsmedelssystem.

## Biografi
Röös har avlagt civilingenjörsexamen och började sin karriär i it-branschen. Hon sadlade senare om, och började 2008 forska om mat och klimat vid Sveriges Lantbruksuniversitet (SLU) i Uppsala. Hon disputerade 2013 på en avhandling om koldioxidavtrycket från livsmedel och har blivit en flitigt anlitad föreläsare och expert som ägnar mycket tid åt att föra ut sin forskning om mat och klimat. Hon bedriver (2022) många olika forskningsprojekt som handlar om hur man föder en växande befolkning utan att förstöra planeten.
Röös vetenskapliga publicering har (2023) enligt Google Scholar drygt 3 800 citeringar och ett h-index på 33.
Elin Röös var värd för Sommar i P1 den 12 augusti 2022.

## Utmärkelser
- 2021 – Suffrage Science Award, instiftad av professor dame Amanda Fisher vid MRC London Institute of Medical Sciences och vetenskapsskribenten Vivienne Parry. Utmärkelsen uppmärksammar kvinnor inom vetenskapen, deras prestationer och deras förmåga att inspirera.[8]